# Chapelle Notre-Dame de Rocamadour
La chapelle Notre-Dame de Rocamadour (ou chapelle miraculeuse ou chapelle de la Vierge) est l'une des 7 chapelles faisant partie de la Cité religieuse. Dans le sanctuaire, elle se situe à côté de la basilique Saint-Sauveur. La chapelle a été classée monument historique en 2000, en même temps que l'ensemble du sanctuaire.
La chapelle Notre-Dame est le cœur du pèlerinage de Rocamadour. Depuis près de mille ans, des pèlerins venus du monde entier viennent y rencontrer la Vierge noire à l'abri du rocher, tenant l'enfant Jésus sur les genoux.

## Historique
Le pèlerinage marial de Rocamadour constitue l'un des sites majeurs du monde chrétien depuis le Moyen Âge. Dans une bulle de pape Pascal II en 1105, il est fait mention d'une église Sainte-Marie ou Notre-Dame. À la suite de la découverte en 1166 du corps intact présenté comme celui de saint Amadour, l'ensemble de la Cité religieuse est construit. Puis le pèlerinage périclite progressivement jusqu'à l'époque révolutionnaire.
De dimensions plus réduites que l'actuelle (8 m x 9 m environ), la chapelle primitive est attestée au début du XIIe siècle. Dotée de contreforts enveloppants, elle était adossée à la falaise et séparée de l'église Saint-Sauveur par une ruelle qui fut utilisée ultérieurement comme sacristie. 
La chapelle primitive a été détruite en 1476 par un roc détaché de la falaise. Une plaque commémorative fixée à l'élévation sud indique qu'elle fut reconstruite en 1479 par Denis de Bar, évêque de Tulle. Elle est par la suite saccagée lors des guerres de Religion et de la Révolution.
Alors que le sanctuaire est dans un état de délabrement important, les évêques de Cahors décident de restaurer le site à partir de 1842. Entre 1863 et 1864, la chapelle Notre-Dame a été en grande partie reconstruite et agrandie par l'abbé Chevalt.  
L'un des vitraux des fenêtres porte la date de 1844 et la signature d'Étienne Thevenot.

## Architecture et description

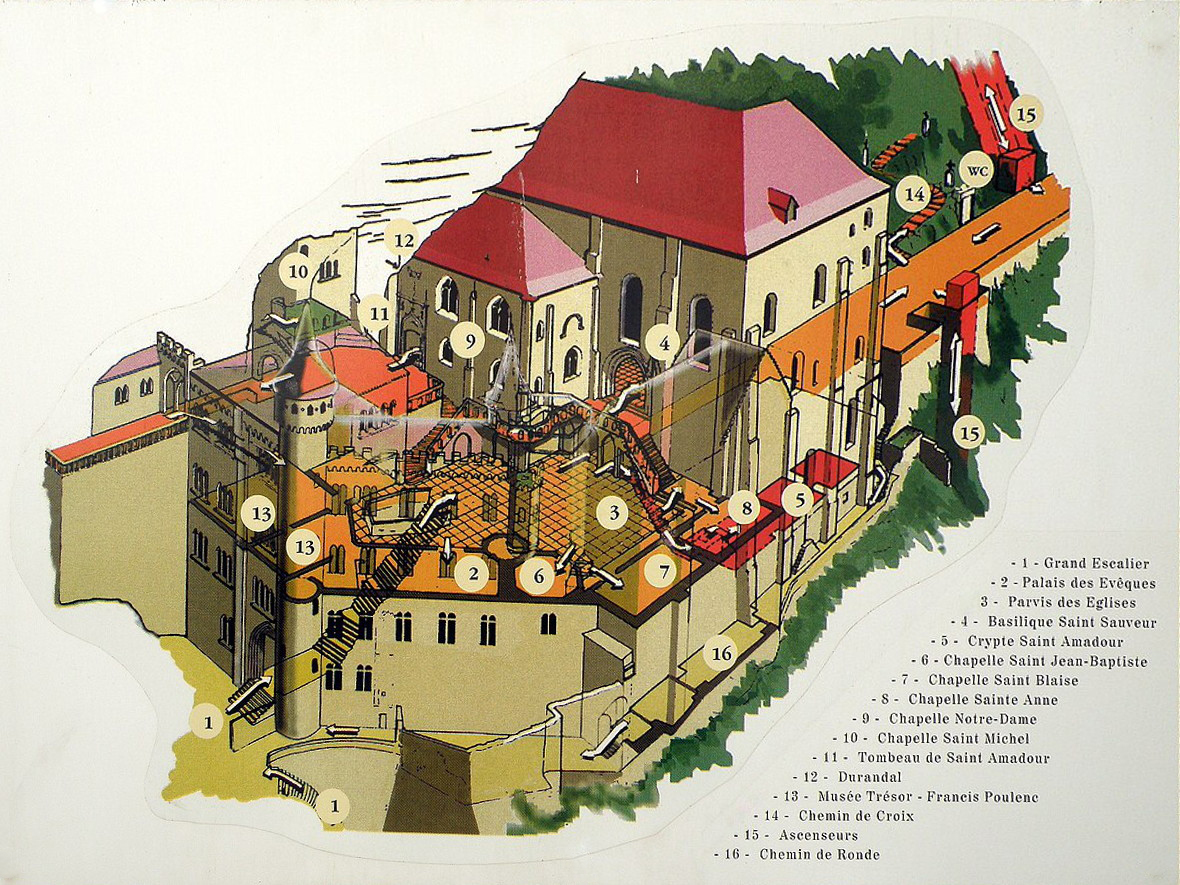
Plan du sanctuaire

La chapelle Notre-Dame s'adosse à l'ouest à la falaise et au nord à l'élévation sud de la basilique Saint-Sauveur. L'édifice est construit en pierres de taille calcaire, de plan allongé à un seul vaisseau avec voûte sur croisée d'ogives et avec un toit à deux pans, couvert de tuiles plates.
La porte au sud, de style gothique flamboyant, s'orne des armes de l'évêque de Tulle Denis de Bar. Elle est surmontée par le blason de Clément de Brillac son successeur à l'évêché. La fenêtre qui accoste à droite ce portail, également de style flamboyant, semble cependant un peu plus récente par le fait que sa mise en place a amputé la peinture murale dite du Dit des trois morts et des trois vifs du XVe siècle. De l'autre côté du parvis, deux peintures murales monumentales l'Annonciation et la Visitation datent du  XIIe siècle. La seconde fenêtre de l'élévation sud (travée de droite) viendrait de l'ancienne élévation est de la chapelle primitive. La porte donnant accès aux tribunes date du XVe siècle et porte les armes de Denis de Bar.

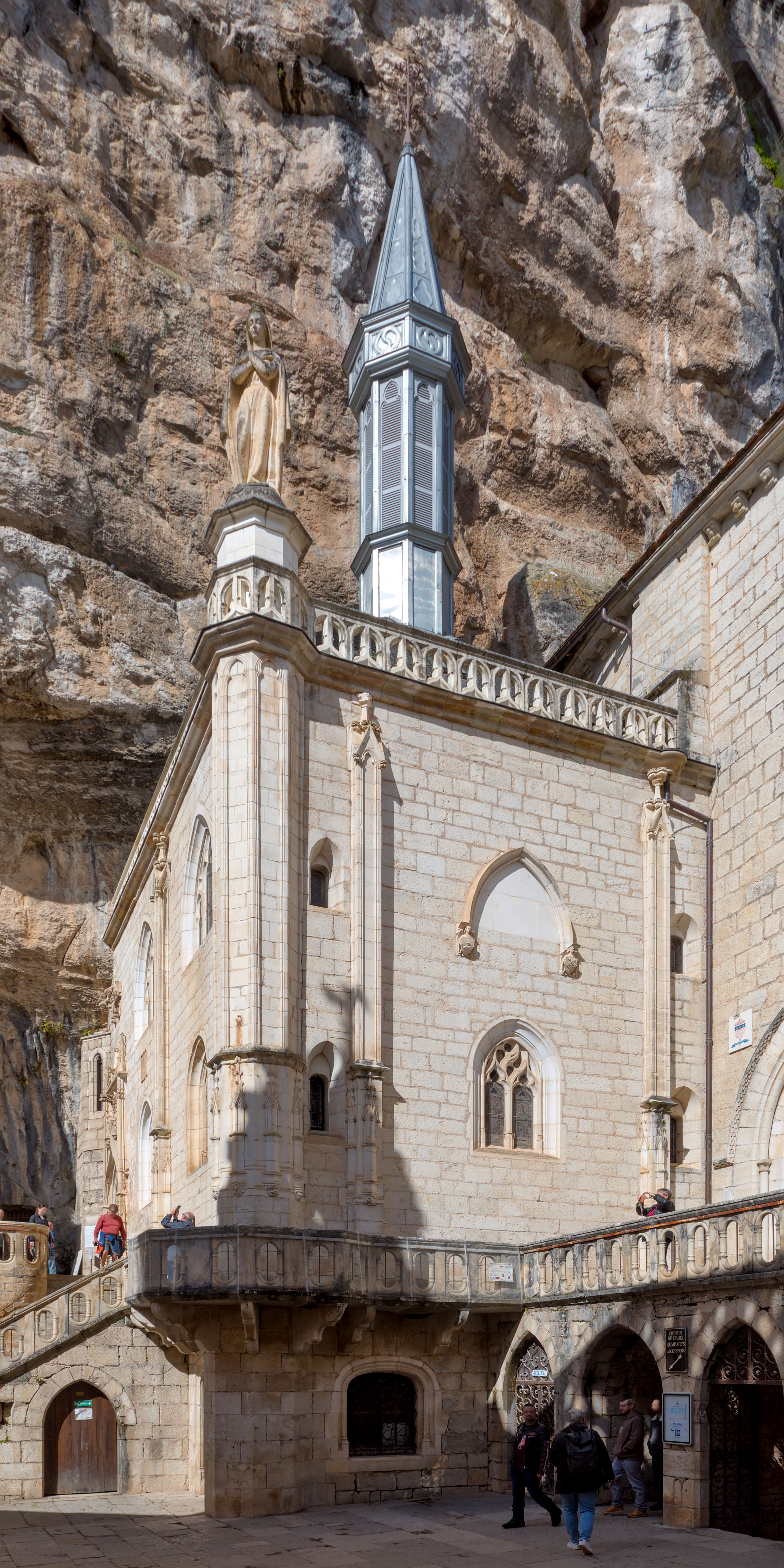
La chapelle adossée à la falaise et la basilique
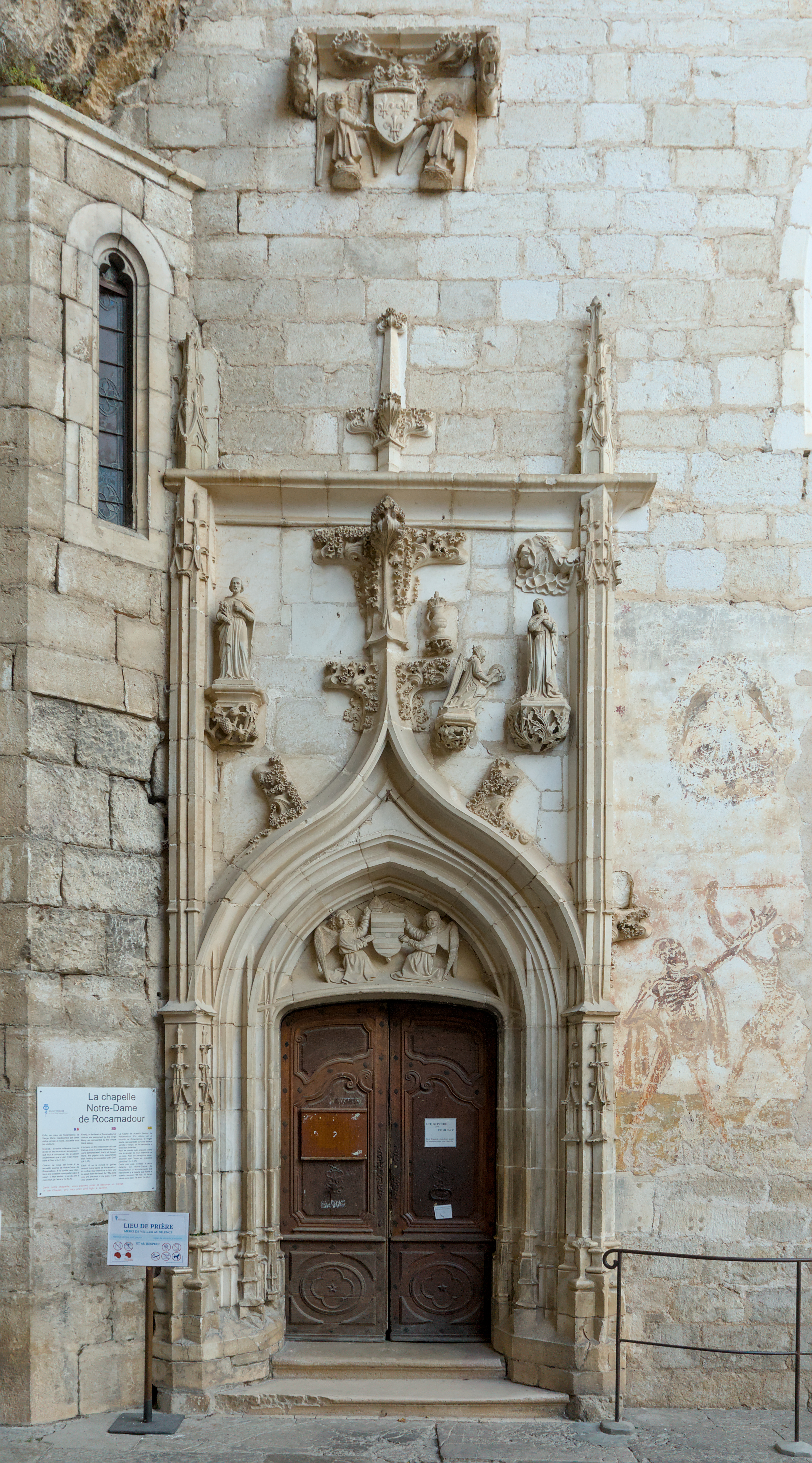
Le portail de style gothique flamboyant
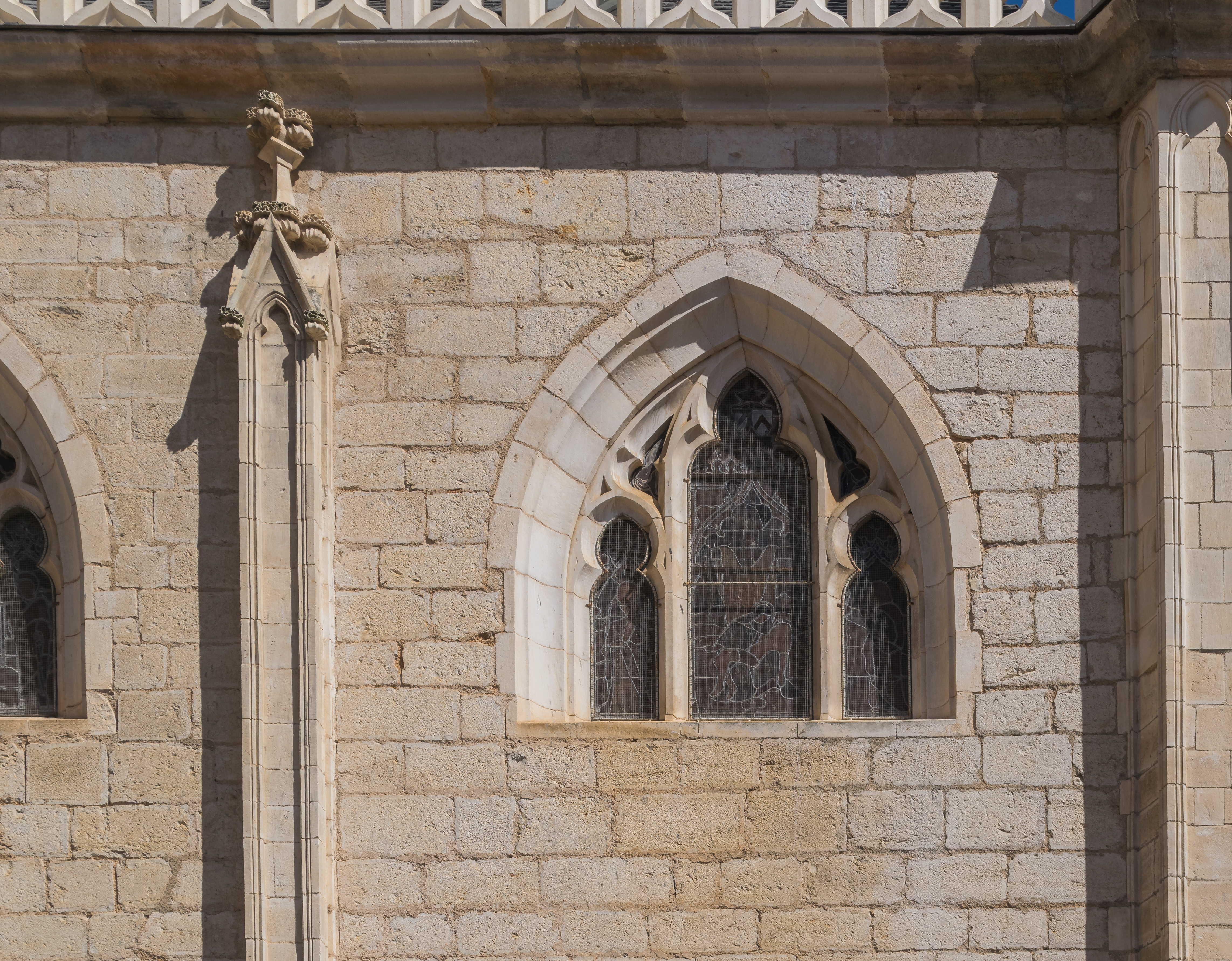
Une fenêtre
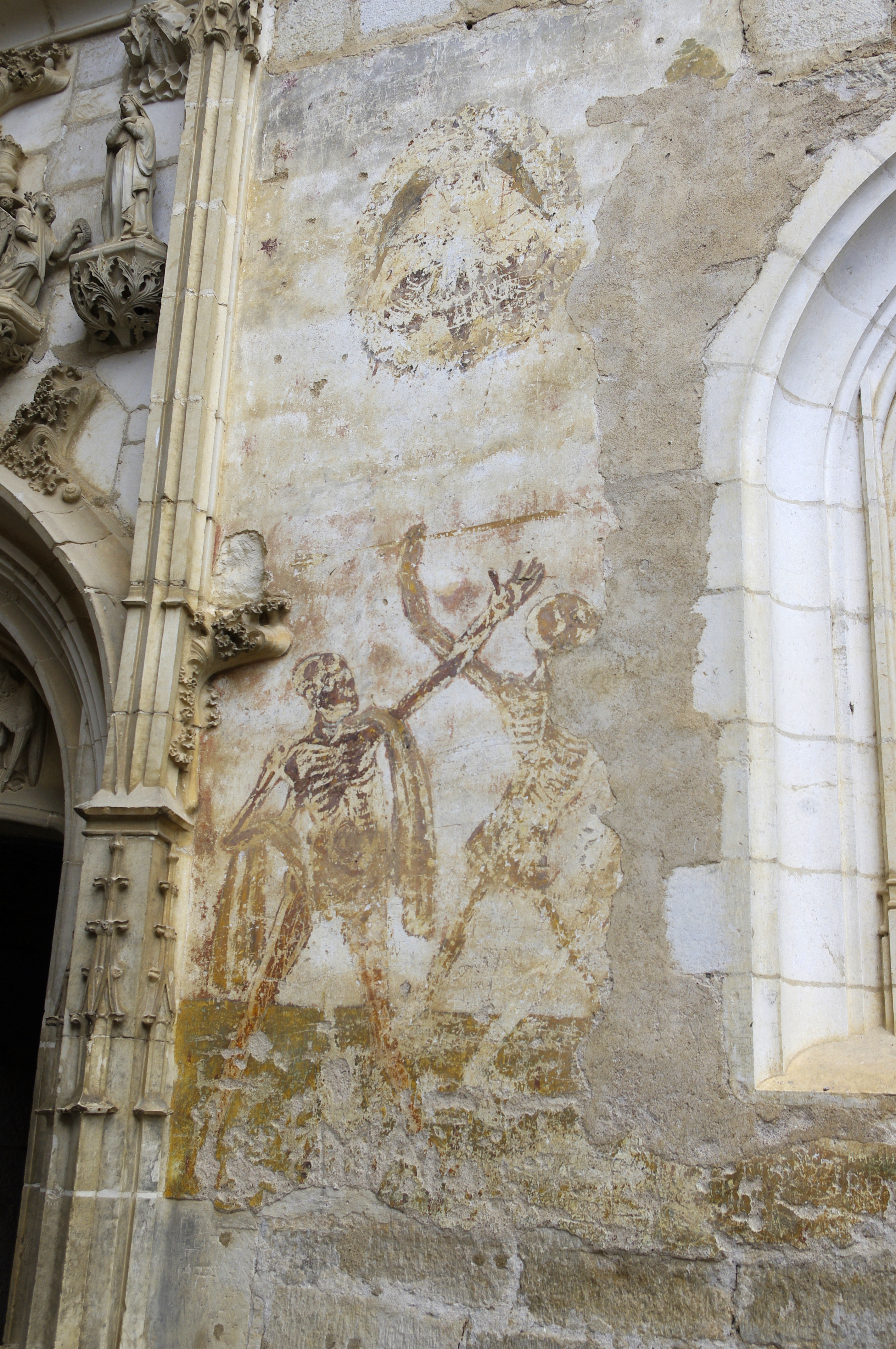
La fresque du "Dit des trois morts et des trois vifs"
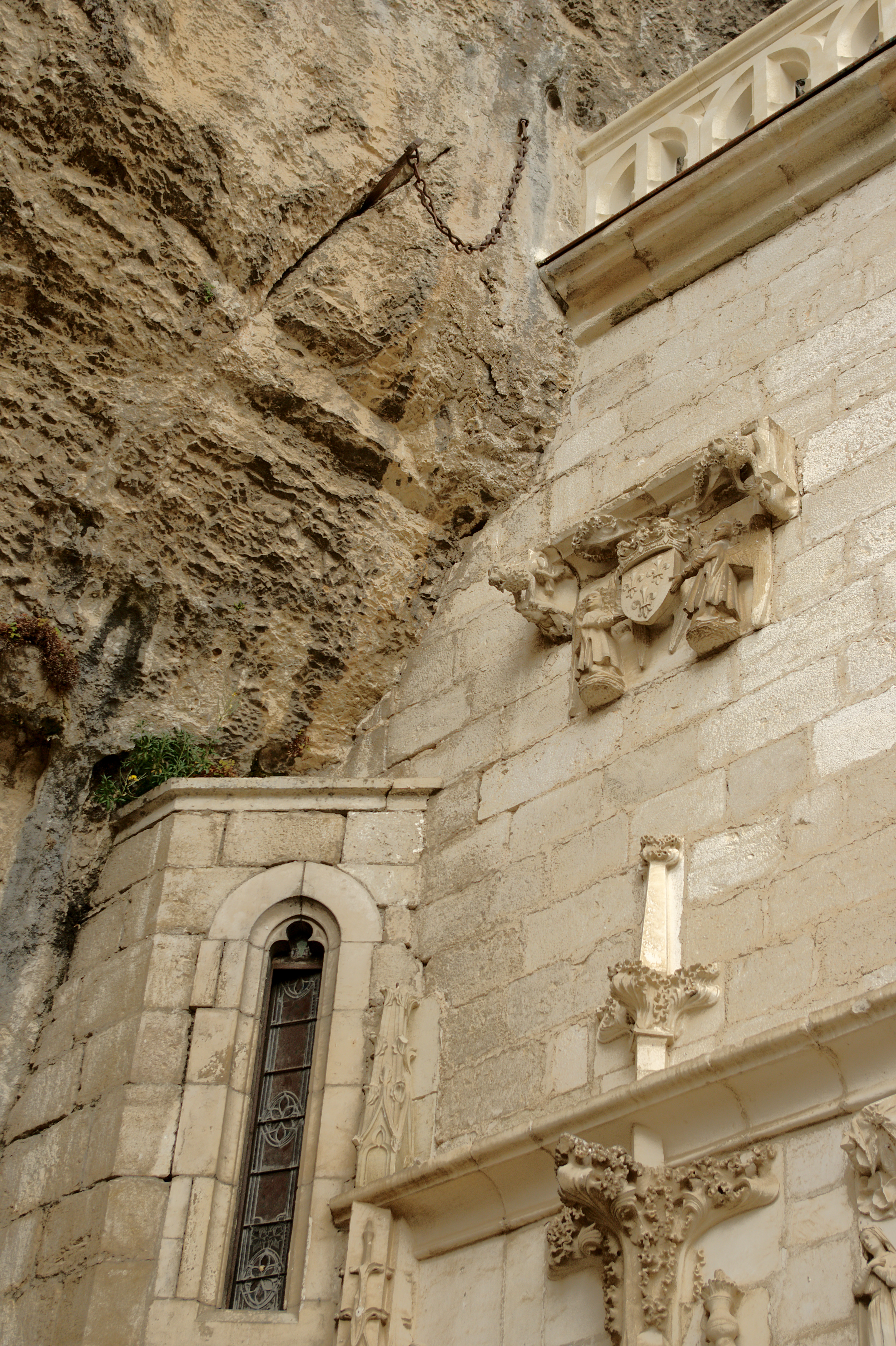
À côté de la chapelle, l'épée de Roland plantée dans le rocher

## Mobilier
Dans le chœur, un retable avec des panneaux peints et une table d'autel médiévale en pierre a été réalisé par l'orfèvre Poussièlque Rusan. Acquis en 1890 par le chapelain, il a remplacé le retable en bois doré qui a été installé dans la chapelle Sainte-Anne. 
Au-dessus du retable, Notre-Dame de Rocamadour ou la Vierge noire de Rocamadour est une statue-reliquaire du quatrième quart du XIIIe siècle. D'une hauteur de 76 cm, elle est constituée de deux pièces de bois de noyer, l'Enfant étant chevillé sur son genou gauche. Autrefois elle était recouverte d'argent. Elle a été restaurée après la Seconde Guerre mondiale et en 2003.
Une cloche dite miraculeuse et de nombreux ex-voto témoignent des grâces reçues en ce lieu et sur les océans. La cloche est suspendue à la voûte de la chapelle par une anse. Elle aurait la particularité de sonner seule à chaque fois qu'un marin est sauvé en mer après avoir imploré la Vierge Marie. La cloche antérieure au IXe siècle a été forgée (et non coulée) dans une feuille de fer d'un centimètre d'épaisseur, elle mesure 24 cm de hauteur et 33 cm de diamètre.
Des ex-voto sous forme de maquettes de bateaux sont suspendus dans la chapelle dont une maquette de frégate de la fin du XVIIIe siècle et une maquette de goélette de pêche du XIXe siècle.

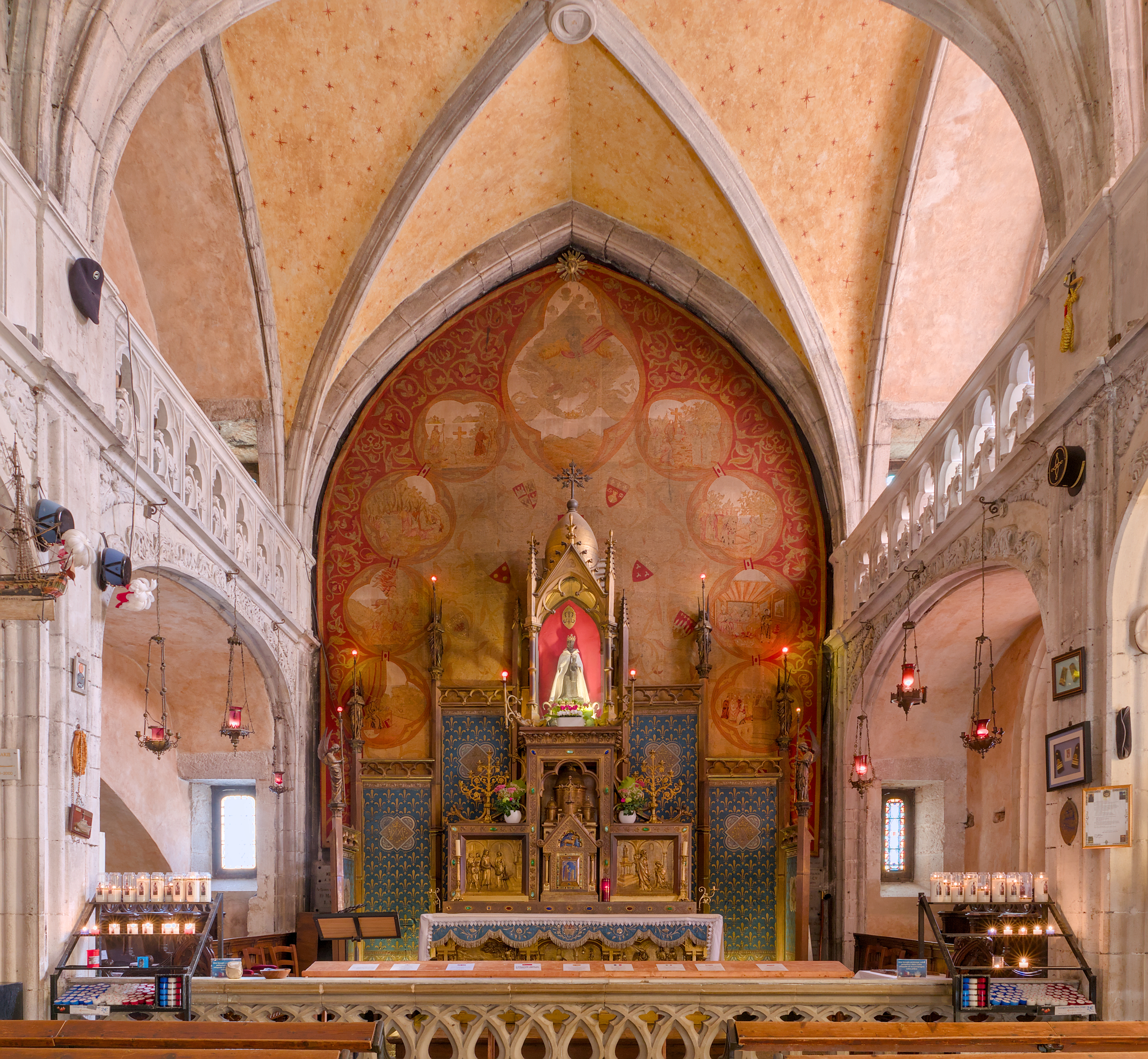
Intérieur de la chapelle.
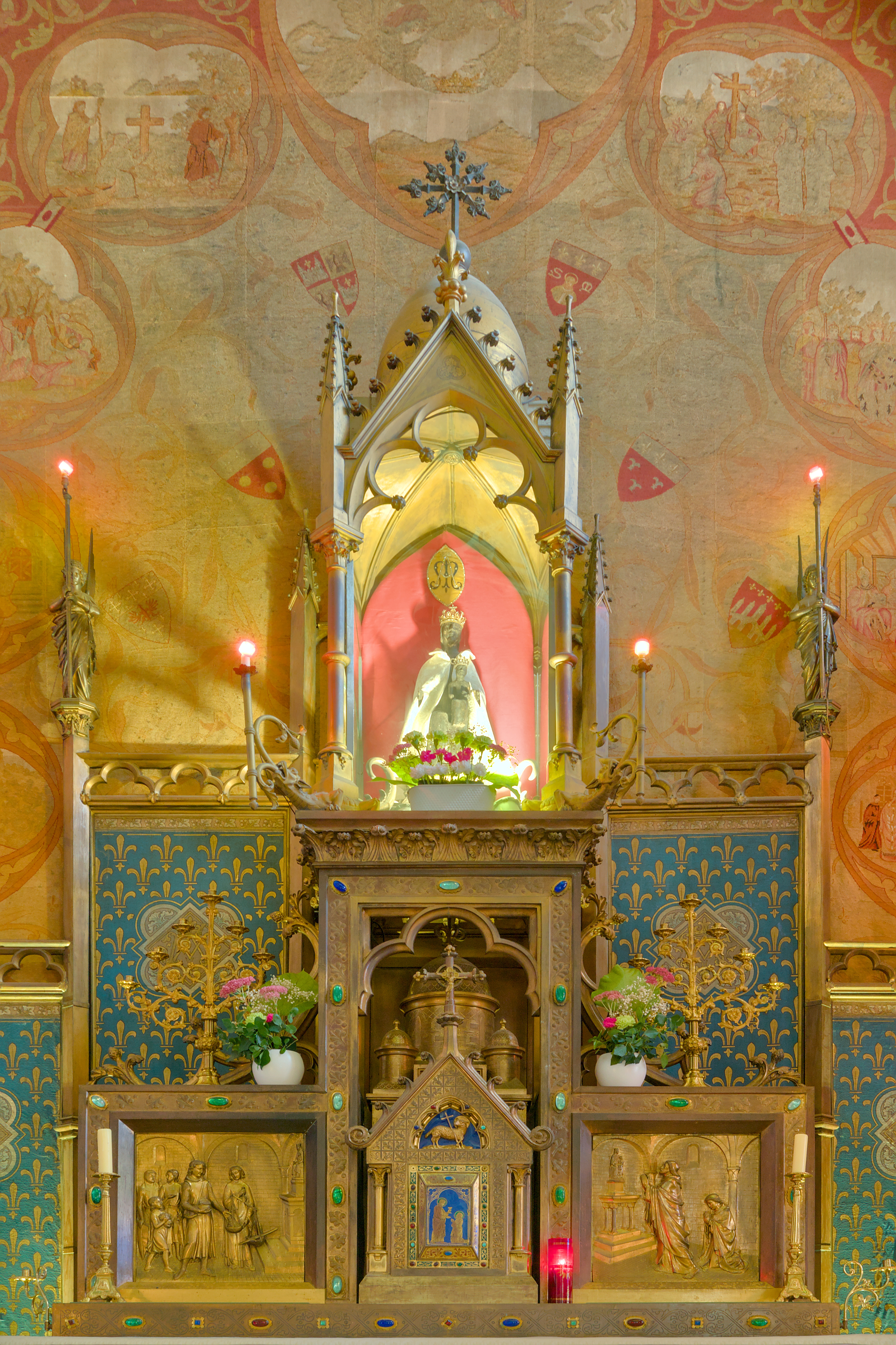
Le retable avec des panneaux peints surmonté par la Vierge noire
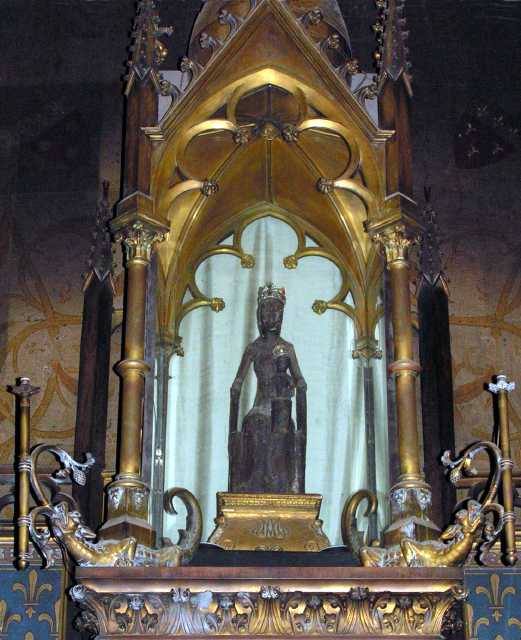
La Vierge noire, non habillée
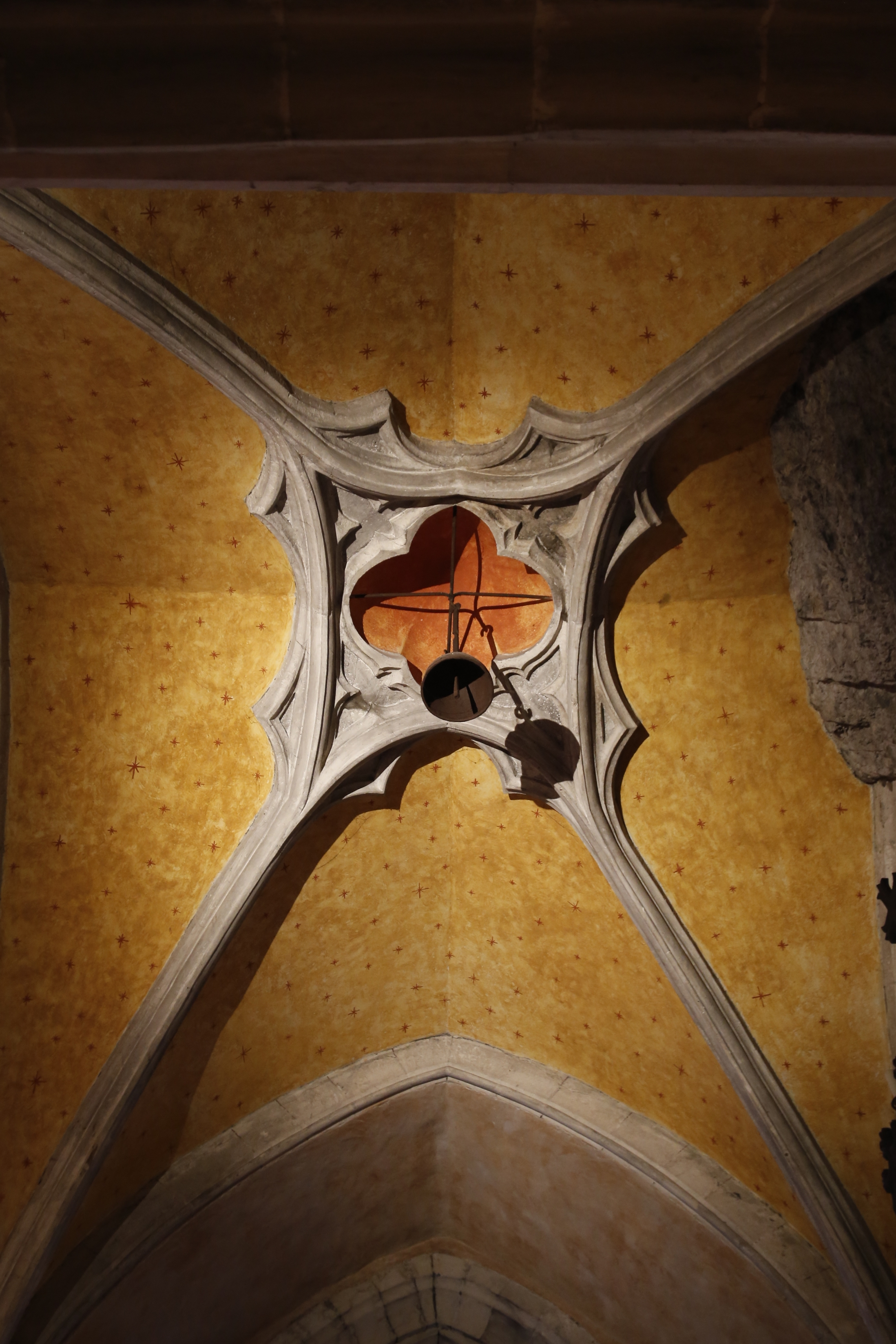
La cloche suspendue